# Craig Gentry
Pour l’article homonyme, voir Craig Gentry (informaticien).
Pour les articles homonymes, voir Gentry (homonymie).
Craig Alan Gentry (né le 29 novembre 1983 à Fort Smith, Arkansas, États-Unis) est un voltigeur de la Ligue majeure de baseball.

## Carrière

### Rangers du Texas
Craig Gentry est repêché en 10e ronde par les Rangers du Texas en 2006. 
Il fait ses débuts dans les majeures avec les Rangers le 6 septembre 2009 et joue 11 parties en fin de saison avec l'équipe, frappant pour ,118 de moyenne avec un point produit. Il frappe son premier coup sûr dans les majeures le 26 septembre contre Brian Shouse des Rays de Tampa Bay.
En 2010, il ne joue que 20 parties pour Texas et produit trois points.

#### Saison 2011

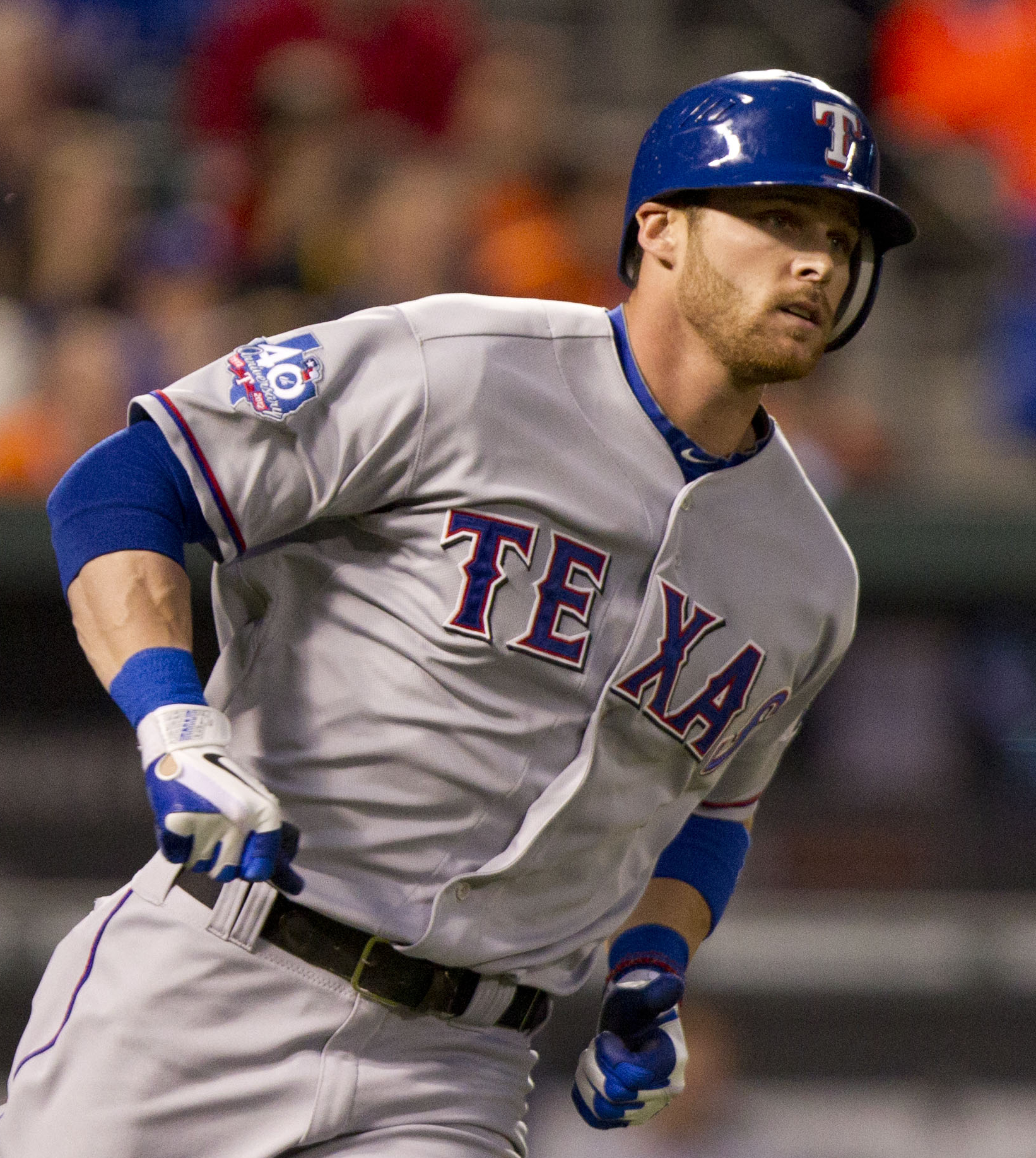
Craig Gentry en 2012 avec les Rangers du Texas.

En 2011, il dispute 64 parties, partageant le poste de voltigeur de centre avec Endy Chavez à la suite de la rétrogradation de Julio Borbon en ligues mineures. Gentry frappe son premier circuit dans les majeures - son seul de la saison - le 23 septembre face au lanceur Anthony Vasquez des Mariners de Seattle, et il ajoute un aspect spectaculaire à la chose en réussissant un circuit à l'intérieur du terrain. Il termine la saison avec 13 points produits, 18 buts volés et une moyenne au bâton de ,271. Il est le troisième meilleur voleur de but des Rangers après Elvis Andrus (37 vols) et Ian Kinsler (30) même si ces deux joueurs ont joué 150 et 155 parties, respectivement.
Participant pour la première fois aux séries éliminatoires, il fait bien avec des moyennes au bâton identiques de ,400 en Série de divisions et en Série de championnat, contre Tampa Bay et Detroit respectivement. Il vole deux buts en première ronde et produit un point au deuxième tour. Il obtient un coup sûr en cinq présences au bâton et compte un point dans la Série mondiale que les Rangers perdent aux mains des Cards de Saint-Louis.

#### Saison 2012
Dans ses 5 saisons avec les Rangers, c'est en 2012 que Gentry joue le plus, avec 122 matchs disputés. Il frappe pour ,304 de moyenne au bâton avec 31 points marqués, 26 points produits et 13 buts volés. Sa moyenne de présence sur les buts atteint ,367.

#### Saison 2013
En 106 matchs en 2013, il maintient une moyenne au bâton de ,280 et hausse sa moyenne de présence sur les buts à ,373. Il frappe deux circuits, produit 22 points, en marque 39 et vole un sommet personnel de 24 buts en 27 tentatives.

### Athletics d'Oakland
Le 3 décembre 2013, les Rangers échangent Craig Gentry et le lanceur droitier Josh Lindblom aux Athletics d'Oakland contre le voltigeur Michael Choice et le joueur de deuxième but des ligues mineures Chris Bostick.
En deux ans et 120 matchs joués pour Oakland, Gentry frappe pour ,230 de moyenne au bâton avec 21 buts volés. Il ne dispute que 26 matchs en 2015 et sa moyenne au bâton n'est que de ,120.

### Angels de Los Angeles
Le 9 décembre 2015, Gentry signe un contrat d'un an avec les Angels de Los Angeles.

### Orioles de Baltimore
Gentry rejoint en 2017 les Orioles de Baltimore.